# 韦斯灵
韦斯灵（德語：Weßling，發音：[ˈvɛslɪŋ]）是德国巴伐利亚州上巴伐利亚行政区施塔恩贝格县的市镇，面积22.6平方千米，2023年12月31日人口为5,562人。